# Mezőzombor–Nyíregyháza-vasútvonal
A MÁV 100c számú Mezőzombor–Nyíregyháza-vasútvonal  hossza 50 km. Egyvágányú, villamosított vasútvonal. A megengedett legnagyobb sebesség a vonal teljes hosszán 120 km/h. Bár többször tervezték már a pályán a sebesség 140 km/h-ra emelését és új második vágány építését, a magas beruházási költségek (a kis sugarú ívek átépítése) miatt eddig ezt elvetették. A második vágány kiépítése túl drágának bizonyult, elsősorban azért, mert Tokaj és Rakamaz között egy második vasúti Tisza-híd és új ártéri hidak lettek volna szükségesek. A kétvágányúsítás kiváltására építették ki a vonalon a KÖFI (Központi Forgalomirányító) berendezést 1972-ben. Ezzel a vonal egy időben a MÁV legnagyobb áteresztőképességű egyvágányú vonala volt.

## Története
A vonalat három évnyi építés után, 1859 májusában adták át a Debrecen - Nyíregyháza - Tokaj - Szerencs - Miskolc Tiszavidéki Vasút Szolnok–Debrecen–Miskolc vonalának részeként. Átadása után a vidék társadalmi-gazdasági viszonyai megváltoztak: a korábbi vármegyeszékhely, Nagykálló háttérbe szorult Nyíregyháza ellenében, mert a vasútvonal elkerülte. Az eleinte magánvasútként működő társaság államosításáról 1880-ban írták alá a szerződést. Az Első világháborút a vonal – a Galícia és Oroszország felé lebonyolított jelentős katonai szállítások ellenére – használható állapotban vészelte át, ám a román csapatok 1919. június 3-án felrobbantották a tokaji Tisza-hidat, így a közlekedés egészen 1921-ig, a híd újjáépítéséig szünetelt. 1944. szeptember 6-án a Nyíregyházát ért bombatámadás során az állomásépület és az állomási vágányhálózat megsemmisült, így a vonalon napokra megszűnt a közlekedés. A német csapatok 1944 novemberében felrobbantották a tokaji Tisza-hidat, amelyet csak 1949-re sikerült újjáépíteni. A vonal villamosítása 1967-ben fejeződött be. A gőzvontatás egészen az 1980-as évek elejéig alkalomszerűen előfordult a vonalon. 1970-re Mezőzombor és Nyíregyháza-Északi kitérő között önműködő térközbiztosító berendezés működött, 1972-ben pedig kiépítették a KÖFI berendezést.

## Pálya
A pályát utoljára 1979 és 1982 között építették át 54 kg/fm-es sínekkel és alkalmassá tették a 120 km/h-s pályasebességre, ehhez kapcsolódóan a nyomvonalat is korrigálták több helyen. A pálya egyvágányú, de a Tarcal–Tokaj valamint a Rakamaz–Nyírtelek szakaszokon az alépítmény kialakítása - töltések, átereszek, hidak stb. - biztosítja a helyet egy második vágánynak is.

## Forgalom
A vonal Budapest–Sátoraljaújhely-vasútvonal és a Budapest–Záhony-vasútvonal között teremt összeköttetést, Mezőzombor után a Budapest–Sátoraljaújhely-vasútvonalban folytatódik. A vonalon 2006-ban vezették be az ütemes menetrendet, melyben óránként közlekedik rajta személyvonat, kétóránként kör-IC vonat. Mivel a vonalon kedvezményes árú InterCity-pótjeggyel lehet közlekedni, ezért jelentős a diák- és hivatásforgalom. A teherforgalom a tarcali kőbánya működési idejéhez képest visszaesett, de még mindig jelentős.

## Járművek
A helyi személyvonatokat MÁV V43-as mozdonyok húzzák (2021-től BDVmot motorvonatokkal kiegészítve), a kör-IC-szerelvények előtt egyre gyakrabban látható a MÁV 480 sorozat, valamint nagyon ritkán a MÁV 1047 sorozat is. A tehervonatok esetében is a MÁV V43 a legszélesebb körben használt mozdonytípus, habár főképp Tarcal és Szerencs között feltűnnek egyes magánvasutak és a Rail Cargo Hungaria mozdonyai is. A vonalon közlekedő személyvonatok kivétel nélkül 2. osztályú kocsikból állnak. Általában három kocsival szoktak közlekedni, ezek között vegyesen fordulnak elő Bhv és Bo osztályú személykocsik. Korábban Bp kocsik is közlekedtek, de most már csak a kör-IC szerelvényben tűnnek fel.

## Fejlesztések

### Tervek[1]

#### Pályaépítés
A meglévő vonal felújítása, a tengelyterhelés 225 kN ra emelése. Tervezési sebesség: 160 km/h. A Mezőzombor–Nyíregyháza szakaszokon a kialakítandó menetrendtől függően egy vagy több kétvágányú pályaszakasz építése, az alépítmény megerősítés és felépítménycsere.

#### A biztosítóberendezés felújítása
A kölcsönös átjárhatóság érdekében a Miskolc-Tiszai–Nyíregyháza szakaszon az ETCS vonatbefolyásoló rendszer telepítése.[forrás?]

#### Az állomások, utasforgalmi terek átépítése
Az utasforgalmi terek és peronok alkalmasak lesznek az esélyegyenlőségi törvényben foglaltak kielégítésére (pl. rámpa, és/vagy lift beépítése), P+R és B+R parkolók építése.